# الفناء الملعون
الفناء الملعون الرواية التي استحق عليها إيفو أندريتش جائزة نوبل للأدب عام 1961م. تحكي الرواية التي كتبها الأديب البوسنوي - الصربي قصة راهب مسيحي مسجون في سجن تركي في إسطنبول عاصمة الخلافة الإسلامية حيث يتعرف إلى باشا تركي مسكون بهاجس أحد السلاطين القدماء واسمه جمشيد وكان ابناً للسلطان محمد الفاتح 
كما تثري الرواية شخصيات متنوعة مثل اليهودي المتشكك وقراقوش التركي غريب الأطوار والرهبان الحاسدون في الدير البعيد في البوسنة.

## تفاصيل فنية
الرواية ترجمها الأديب السوري وليد السباعي وصدرت عن اتحاد الكتاب العرب عام 1992م في طبعة وحيدة 136 صفحة قطع 17,5 × 25 سم ولم تطبع حتى تاريخ هذه المقالة مرة أخرى